# Drymoluber
Drymoluber es un género de serpientes de la familia Colubridae y subfamilia Colubrinae. Incluye tres especies que se distribuyen por el centro y norte de Sudamérica. 

## Especies
Se reconocen a las siguientes especies:
- Drymoluber apurimacensis Lehr, Carrillo & Hocking, 2004 - Apurímac (Perú).
- Drymoluber brazili (Gomes, 1918) - Brasil central.
- Drymoluber dichrous (Peters, 1863) - De Venezuela a Bolivia.